# In corpore sano
" la. In corpore sano " ("U zdravom tijelu") je singl srpske pjevačice Konstrakta. Objavljena je 11. veljače 2022. putem PGP-RTS-a kao dio njenog projekta s tri pjesme sr-Latn. Triptih. Napisala ju je Konstrakta uz Milovana Boškovića. Pjesma bi trebala predstavljati Srbiju na Eurosongu 2022. u Torinu u Italiji nakon pobjede u sr-Latn. Pesma za Evroviziju '22, nacionalno finale Srbije.
Ulazak u sr-Latn. Pesma za Evroviziju '22 kao autsajder u promoviranju Triptiha, Konstrakta je stekla ogromnu popularnost nakon nastupa u prvom polufinalu nacionalnog finala. Njezina avangardna pjesma i izvedba različito su okarakterizirani kao satira, ironija ili kritika srpskog zdravstvenog sustava, masovnih medija, pandemije COVID-19 i standarda ljepote;ref>Konstrakta - Serbia - Turin 2022. Eurovision.tv (engleski). Pristupljeno 14. travnja 2022.</ref> i kako svi ovi čimbenici odvlače pažnju od važnosti mentalnog zdravlja. Sama izvedba također je uspoređena s djelima srpske performans umjetnice Marine Abramović.

## Pozadina
Konstrakta se prijavila na Pesmu za Evroviziju '22 s ciljem promoviranja projekta s tri pjesme Triptih čiji je dio i "In corpore sano", uz " Nobl " i " Mekano ". Kako je otkrila, "In corpore sano" odgovara zahtjevima Pesme za Evroviziju '22, jer traje tri minute, zbog čega je odabrana upravo ova pjesma. Otkrila je i da se sama nije prijavila na natječaj.
Triptih je pušten 28. veljače 2022. Riječ je o 12-minutnom glazbenom spotu koji sadrži sve tri pjesme. Njegov koncept osmislila je sama Konstrakta, uz Anu Rodić i njezinu direktoricu Maju Uzelac. Spot i pjesme ilustriraju suvremeni život u Srbiji, svaka na svoj način. <

## Skladanje
"In corpore sano" su skladali Konstrakta i Milovan Bošković, a tekst je napisala sama Konstrakta.

## Nastupi uživo

### Promocija
Konstrakta je izvela pjesmu "In corpore sano" na predpartiju Israel Calling Eurovision u Tel Avivu 7. travnja 2022. Dva dana kasnije pjesmu je izvela u trećoj epizodi desete sezone Zvijezde pjevaju na HTV-u 1.
Tena Šarčević iz Glazba.hr -a pjesmu je opisala kao "apsolutno remek-djelo", ustvrdivši da "vrišti snažne društvene i političke poruke na toliko razina, a pritom je izvrsno zabavna". Hrvoje Horvat iz Večernjeg lista smatra da je pjesma duhovita i kamperska. Zoran Stajčić je za Ravno Do Dna opisao "In corpore sano" kao "točan primjer kako se pop mora osmisliti". To nije idiotska degradacija, već prije svega inteligencija i originalnost, a potom i sposobnost da se to oblikuje i prezentira kao zanimljiva ideja.” Edo Plovanić iz Muzika.hr -a smatra da je "dobro za [ex-yu] regionalnu glazbu" da je pobijedila autentičnost, neočekivanost i želja za nečim novim. Jack Royston iz Newsweeka opisao je pjesmu kao "bizarni pop".
Pjesmu su pohvalili i kolege glazbenici među kojima su Bilja Krstić, Lena Kovačević, Jelena Tomašević i Bora Đorđević. Đorđević ga je usporedio s djelima Ramba Amadeusa, posebice s njegovom Eurovizijskom 2012. nastupom "Euro Neuro ". Pobjednica Eurosonga 2007. Marija Šerifović na Twitteru je pohvalila Konstraktom. Hrvatska glazbenica Ida Prester u razgovoru za Gloriju pohvalila je pjesmu i samu umjetnicu nazvavši je ekscentričnom, ciničnom i genijalnom. Sara Jo, čija je pjesma " Muškarčina " zauzela drugo mjesto na Pesmi za Evroviziju '22, pohvalila je Konstraktu nazvavši je "čarobnom", "sinonimom za autentičnost", "inspiracijom i podsjetnikom kako je lijepo biti beskompromisno svoj".

## Komercijalne izvedbe
Dan nakon njezine pobjede na Pesmi za Evroviziju '22, video Konstraktinog nastupa u prvom polufinalu dospio je na prvo mjesto YouTube ljestvice trendova u svim bivšim jugoslavenskim republikama, osim u Sloveniji, gdje je dospio na treće mjesto.  Osim navedenih zemalja, trend je bio u još devet europskih zemalja. U prva dva dana video je prikupio 3,5 milijuna pregleda na platformi. Naposljetku je dosegao prvo mjesto na YouTube ljestvici trendova u Sloveniji, Austriji i Švicarskoj.
Konstraktin nastup pokrenuo je trend na TikToku, gdje su korisnici replicirali dio koreografije tijekom refrena pjesme. Na Geniusu, tekst pjesme dosegao je drugo mjesto na tjednoj ljestvici trendova.
U tjednu 19. ožujka 2022., "In corpore sano" debitirao je na prvom mjestu Billboardove ljestvice Croatia Songs, provodeći dva tjedna na vrhu.